# Culturesfrance
Culturesfrance (parfois orthographié CulturesFrance) était un opérateur chargé de promouvoir la culture française dans le monde, placé sous la tutelle du ministère des Affaires étrangères et du ministère de la Culture et de la Communication. En janvier 2011, Culturesfrance est remplacée par l'Institut français.

## Historique
Culturesfrance est créé en mai 2006 par la fusion de l'Association française d'action artistique (AFAA) - fondée en 1922 et compétente pour les échanges culturels internationaux et l'aide au développement dans les domaines des arts de la scène, des arts visuels, de l'architecture, du patrimoine, des arts appliqués et de l'ingénierie culturelle - et de l'Association pour la diffusion de la pensée française (ADPF), chargée notamment de la promotion du livre français.
Culturesfrance choisit Fanny Ardant comme marraine de l'association. Son budget 2007 est fixé à 30 millions d'euros.
En janvier 2008, après la publication d'un article sur le magazine britannique Time intitulé « La mort de la culture française », Culturesfrance réagit avec un article de 8 pages intitulé « Grand moment pour la culture française » publié dans le journal Le Monde, puis imprimé en 1000 exemplaires envoyés dans les institutions française de 160 pays.
En 2009, Culturesfrance reprend également le secteur du soutien au cinéma, suivi jusque-là par la direction générale de la coopération internationale et du développement du ministère des Affaires étrangères.
Conformément à la loi n° 2010-873 du 27 juillet 2010 relative à l'action extérieure de l'État, l'association Culturesfrance, aux missions encore élargies à de nouveaux secteurs transférés de la direction de la politique culturelle et du français du ministère des Affaires étrangères et européennes, notamment la langue française, a laissé la place à un établissement public à caractère industriel et commercial (EPIC), qui prend le nom d'« Institut français », (après que celui d'« Institut Victor Hugo » proposé par le gouvernement eut été repoussé par le Sénat).

## Structure
Culturesfrance avait un statut d'association loi de 1901.

## Gouvernance
Présidence
- 2006 - 2009 : Jacques Blot (d)
- 2009 - 2010 : Jean Guéguinou[6]

Direction
- 2006 - août 2010 : Olivier Poivre d'Arvor[6]